# Kiviks församling
Kiviks församling är en församling i Ljunits, Herrestads, Färs och Österlens kontrakt i Lunds stift. Församlingen ligger i Simrishamns kommun i Skåne län och utgör ett eget pastorat.

## Administrativ historik
Församlingen bildades 2002 genom sammanslagning av Södra Mellby församling, Vitaby församling och Ravlunda församling och utgör sedan dess ett eget pastorat.

## Kyrkor
- Ravlunda kyrka
- Vitaby kyrka
- Södra Mellby kyrka
- Kiviks kapell